# Yarrow Stadium
Yarrow Stadium – wielofunkcyjny stadion znajdujący się w New Plymouth w Nowej Zelandii służący przede wszystkim do rozgrywania meczów rugby union, odbywają się na nim również mecze piłki nożnej oraz krykieta.

## Obiekt
Teren dla potrzeb rugby był używany od 1931 roku, sam stadion powstał zaś w roku 1947. Poważna rozbudowa, kosztująca 17 milionów dolarów nowozelandzkich, obejmująca stworzenie dwóch trybun zakończyła się w 2002 roku. Po niej pojemność stadionu miała wynosić około 25 tysięcy widzów, jednak już w 2008 roku okazało się, że dla celów bezpieczeństwa należy ograniczyć ją do 17 tysięcy. W związku ze zbliżającym się Pucharem Świata w Rugby 2011 w roku 2009 została podjęta decyzja o kolejnej modernizacji. Kosztem 1,7 miliona NZD stworzono nowe pomieszczenia dla mediów, przeprojektowano nasypy ziemne oraz dostawiono nowe krzesełka, na obiekcie nazywanym podczas Pucharu Świata Stadium Taranaki mogło zatem zasiąść 26 000 widzów.
Infrastruktura stadionu zawiera dwie szatnie, elektroniczną tablicę wyników, sale konferencyjne, pomieszczenie dla służby medycznej, stoiska gastronomiczne, pokój do badań antydopingowych oraz centrum prasowe i cztery pomieszczenia dla mediów. Przystadionowy parking mieści natomiast około czterystu pojazdów. Samo boisko posiada zaś zamontowany drenaż.
Prócz głównego stadionu w kompleksie znajdują się trzy dodatkowe, oświetlone boiska, a jedno z nich posiada niewielką trybunę mieszczącą stu widzów.
Stadion nazwany jest na cześć Noela Yarrowa, lokalnego przedsiębiorcy i filantropa. Obiektem zarządza Yarrow Stadium Trust należący do New Plymouth District Council.

## Rugby union
Stadion jest siedzibą Taranaki Rugby Football Union oraz drużyny tego związku występującej w National Provincial Championship. Do 2013 roku był także jednym z domowych obiektów występującego w Super Rugby zespołu Hurricanes, od 2014 roku pełnił tę rolę dla Chiefs po przejściu Taranaki w obszar tej franszyzy.
Reprezentacja Nowej Zelandii w rugby union mężczyzn trzykrotnie podejmowała rywali na tym stadionie – Samoańczyków w 2008 roku, dwa lata później Irlandię oraz Francuzów w roku 2013. Rozegrane zostały na nim także dwa mecze Pucharu Narodów Pacyfiku 2006 oraz trzy spotkania Pucharu Świata w Rugby 2011. Lokalny zespół uległ zaś British and Irish Lions podczas ich tournée w roku 2005.

## Inne sporty
Okazyjnie Yarrow Stadium był stadionem domowym występującej w mistrzostwach kraju krykietowej drużyny Central Districts Stags, która również pod koniec roku 2004 na tym obiekcie rozegrała przerwany przez deszcz mecz z reprezentacją Sri Lanki.
W 2003 roku rozegrano na nim piłkarski mecz w ramach National Soccer League z udziałem Football Kingz FC, jak również był areną Mistrzostw Świata U-20 2015. Okazjonalnie gościł także drużynę Wellington Phoenix zarówno w spotkaniach towarzyskich, jak i w rozgrywkach A-League.
W ramach przygotowań do sezonu National Rugby League New Zealand Warriors w 2005 roku rozegrali na Yarrow Stadium mecz z Parramatta Eels, zaś w 2008 roku gościł on reprezentację Nowej Zelandii w rugby league mężczyzn.

## Inne imprezy
Na stadionie odbywają się również inne imprezy masowe, takie jak pokazy motocyklowe i Monster Trucks oraz Searchlight Tattoo.